# Касселмен (Пенсільванія)
Касселмен (англ. Casselman) — місто (англ. borough) в США, в окрузі Сомерсет штату Пенсільванія. Населення — 104 особи (2020).

## Географія
Касселмен розташований за координатами 39°53′7″ пн. ш. 79°12′38″ зх. д. / 39.88528° пн. ш. 79.21056° зх. д. (39.885407, -79.210650).  За даними Бюро перепису населення США в 2010 році місто мало площу 0,52 км², з яких 0,52 км² — суходіл та 0,00 км² — водойми.

## Демографія
Згідно з переписом 2010 року, у селищі мешкали 94 особи в 35 домогосподарствах у складі 25 родин. Густота населення становила 180 осіб/км².  Було 40 помешкань (77/км²).
Расовий склад населення:
| - 100,0 % — білих |

До двох чи більше рас належало 0,0 %. Частка іспаномовних становила 0,0 % від усіх жителів.
За віковим діапазоном населення розподілялося таким чином: 22,3 % — особи молодші 18 років, 69,2 % — особи у віці 18—64 років, 8,5 % — особи у віці 65 років та старші. Медіана віку мешканця становила 34,0 року. На 100 осіб жіночої статі у селищі припадало 104,3 чоловіків;  на 100 жінок у віці від 18 років та старших — 114,7 чоловіків також старших 18 років.
Середній дохід на одне домашнє господарство  становив 41 313 долари США (медіана — 43 750), а середній дохід на одну сім'ю — 41 540 доларів (медіана — 45 938). За межею бідності перебувало 16,3 % осіб, у тому числі 21,4 % дітей у віці до 18 років та 0,0 % осіб у віці 65 років та старших.
Цивільне працевлаштоване населення становило 36 осіб. Основні галузі зайнятості: роздрібна торгівля — 13,9 %, науковці, спеціалісти, менеджери — 13,9 %, виробництво — 13,9 %.